# ギルフォード郡 (ノースカロライナ州)
ギルフォード郡（英: Guilford County）は、アメリカ合衆国ノースカロライナ州の中央部に位置する郡である。人口は54万1299人（2020年）。郡庁所在地はグリーンズボロであり、1938年からはハイポイントも郡庁所在地となり、国内でも数少ない郡庁所在地が2か所にある郡となった。ギルフォード郡はピードモント・トライアド都市圏に属している。

## 歴史

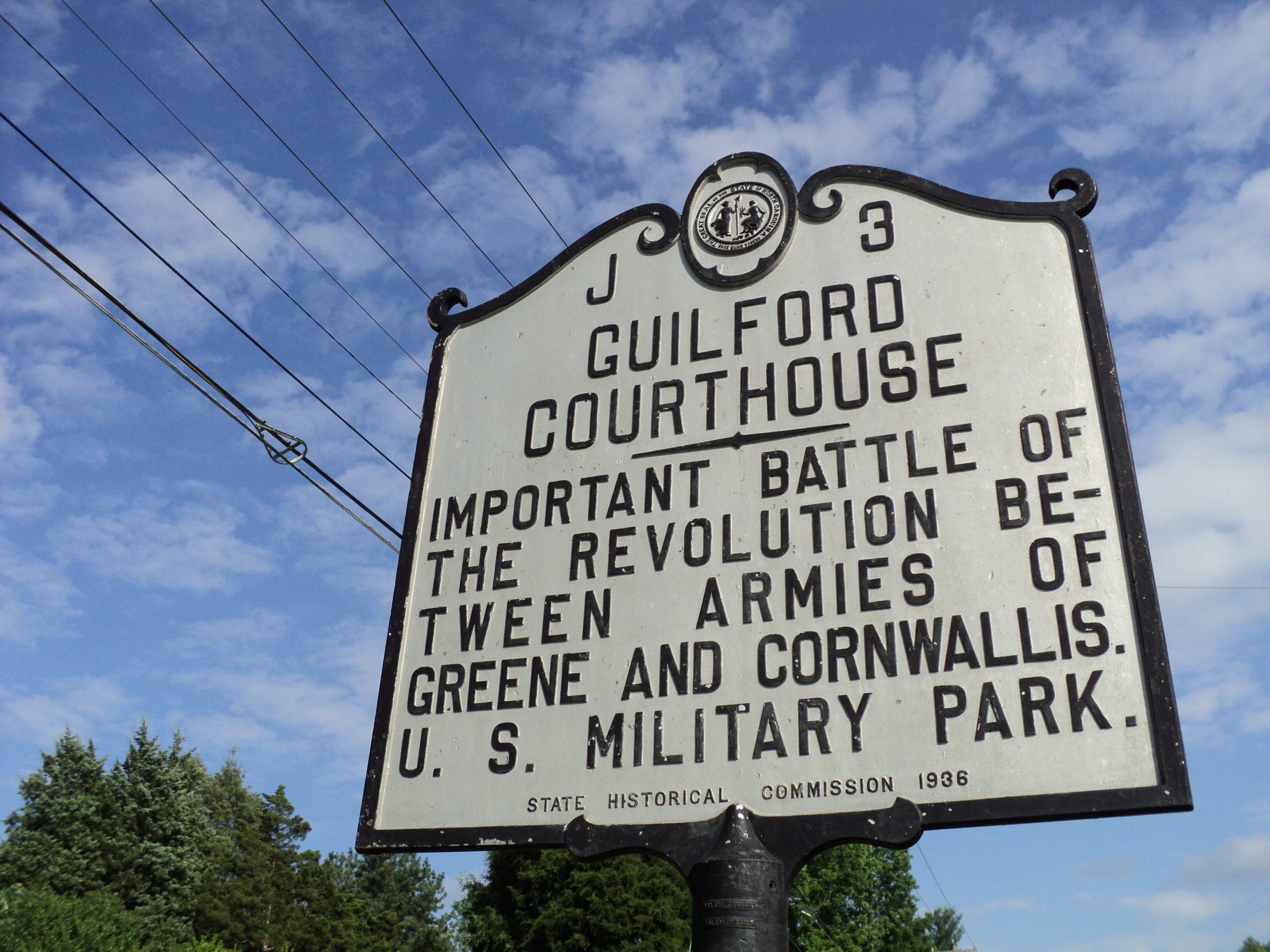
ギルフォード郡庁舎の州立歴史標識

ギルフォード郡となった地域に住んでいた住人にヨーロッパ人が遭遇したとき、その住人はソーラ族と呼ばれるスー語を話すインディアンだった。1740年代からヨーロッパ開拓者が、肥沃で手ごろに買える土地を求めてこの地域に入ってくるようになった。初期の開拓者の中には、東部のドイツ改革派とルーテル派、南部と西部のクエーカー教徒、中央部の長老派教会信徒がいた。ギルフォード郡は1771年に、ローワン郡とオレンジ郡の一部を合わせて設立された。郡名は1770年から1782年まで（アメリカ独立戦争の期間の大半に相当）イギリスの首相を務めたフレデリック・ノースの父、初代ギルフォード伯爵フランシス・ノースに因んで名付けられた。
ドイツ語で平和を意味するフリーデンス教会が、郡東部ギブソンビルの北西、ノースカロライナ州道61号線北6001にある。この教会は初期ヨーロッパ人開拓者が入ってきた時から連続して運営を続けてきた歴史のあるものである。教会の歴史文書に拠れば、ジョン・ウルリヒ・ギーゼンダナー牧師が1740年にペンシルベニア植民地からルーテル派信徒を引き連れ、ホー川、リーディフォーク、イーノ川、アラマンス・クリーク、トラビス・クリーク、ビーバー・クリーク、ディープ川の周辺に入植した。フリーデンス教会として最初に使われた建物は1745年に建てられた丸太づくりであり、25年間使われた。2代目の建物は1771年に建てられたより本格的なものであり、1871年5月に建て替えられるまで利用された。3代目は1839年1月8日に起きた火事で破壊された。前面の柱のみが焼け残った。1939年5月に新しい建物が建て直された。
郡内のヨーロッパ系開拓地ではクエーカー教徒が重要な役割を果たし、現在も多くのクエーカー教徒が住んでいる。1754年に設立されたニューガーデン・フレンズ・ミーティングは現在もグリーンズボロ市で運営を続けている。
アラマンス長老派教会は1762年に丸太づくりで建てられたが、公式には1764年にホーフィールズ長老派教会の牧師ヘンリー・パティロが編入した。その時から現在までグリーンズボロの同じ場所で運営を続けている。教会の歴史文書に拠れば、現在のものは5代目であり、牧師は18代目である。
アメリカ独立戦争の1781年3月15日、現在のグリーンズボロの北で、ギルフォード郡庁舎の戦いが起きた。イギリス軍はチャールズ・コーンウォリス将軍、アメリカ大陸軍はナサニエル・グリーン将軍が指揮した。この戦闘が南部における戦争の転換点となった。コーンウォリス将軍はこの戦闘の最後で戦場を支配したが、損失が大きかったので、カロライナとバージニアの海岸線に撤退することを決断し、そこで援軍を得て、疲れ切った軍隊もイギリス海軍によって守られると期待していた。その決断が1781年後半のヨークタウンにおいて、アメリカ軍とフランス軍および海軍の連合軍に対する敗北に繋がった。
1779年、ギルフォード郡の南3分の1がランドルフ郡になった。1785年残りの北半分がロッキンガム郡になった。

### 19世紀
1808年、グリーンズボロがそれまでの小集落ギルフォード・コートハウスに代わって郡庁所在地になった。
ギルフォード郡は初期工業開発の場所となった。1818年、マウントヘクラ綿糸工場の設立が州内でも最初期の綿糸工業となった。この工場を蒸気動力工場として再建し、これが州内で蒸気を利用した草分けになった。
南北戦争の前に、郡民の多くは奴隷制度に反対だった。有名な地下鉄道の停車駅となり、逃亡奴隷を北部で自由を獲得できるルートに乗せた。地下鉄道の設立者の一人、リーヴァイ・コッフィンはギルフォード郡生まれだった。戦前に2,000人以上の奴隷を逃亡させ自由を与えたとされている。
郡内では昔から教育が重視された。1837年にガーデン寄宿学校として設立されたギルフォード・カレッジは、教育プログラムをかなり拡張した1888年にその名前を変えた。国内の共学教育施設として3番目に古く、南部では最古である。メソジスト教会が1838年に認可を得て設立したグリーンズボロ・カレッジは国内でも最古クラスの女性高等教育機関である。イマヌエル・ルーテル・カレッジと神学校はイーストマーケット通りの小さなキャンパスにあったが、1961年に閉鎖された。このカレッジは1903年に白人ドイツ系ルーテル教会によってコンコードに黒人学生のために設立された。このカレッジは1905年にグリーンズボロに移転され、大型の花崗岩の本館が建設された。この学校は高校、ジュニアカレッジ、神学校を運営した。ルーテル教会会議の管轄下にあった。
1891年、州内では初の公立女性高等教育機関である州立師範工業学校ができた。1932年、この学校はノースカロライナ・ウィミンズカレッジとなり、ノースカロライナ大学チャペルヒル校やローリーのノースカロライナ州立大学と共に、ノースカロライナ統合大学を結成した。1930年代から1960年代には、世界でも3番目に大きな女子大学となった。1963年、男子学生を入学させるようになり、ノースカロライナ大学グリーンズボロ校に改名され、現在に至っている。

### 20世紀
1911年、ハイポイントを郡庁所在地にピードモント郡と呼ぶ新しい郡が提案された。領域はギルフォード郡、デイビッドソン郡、ランドルフ郡のそれぞれ一部を合わせて作る予定だった。ギルフォード郡庁舎に多くの人々が集まってこの計画に反対し、抗議のために州議会に行くことを申し合わせた。州議会は1911年2月にこの計画を否決した。
1960年、グリーンズボロでノースカロライナA&T州立大学の4人の黒人学生がシットインを始め、公民権運動の走りとなった。後にグリーンズボロ・フォーと呼ばれた4人の学生は、グリーンズボロ中心街のウールワースの店にあった白人専用ランチカウンターに、意図的に座り、サービスを求めた。彼らは逮捕されたが、その行動でギルフォード・カレッジやウィミンズカレッジの学生などその多くが、ランチカウンターに座り、運動への支援意思を示した。それから2か月のうちに、シットイン運動は9州54都市に広がった。ウールワースの店はそのランチカウンターでの人種差別撤廃に合意し、南部の町や都市にある他のレストランもそれに続いた。
1979年にグリーンズボロ虐殺と呼ばれる人種差別の暗い事件が起きた。この出来事では、アフリカ系アメリカ人が多い共産主義労働者党が、グリーンズボロ南東部の黒人地区を通って、クー・クラックス・クランなど白人至上主義集団に抗議する行進を行った。彼らはクー・クラックス・クランや国家社会主義白人党のメンバーに襲われて撃たれ、共産党の参加者数人が殺されるか負傷した。この射殺事件で告発された者達が、全て白人の陪審員によって「無罪」とされた時に、全国的に報道されることになった。

## 郡政府
ギルフォード郡は、地域自治体の委員会であるピードモント・トライアド自治体委員会のメンバーである。

## 地理
アメリカ合衆国国勢調査局に拠れば、郡域全面積は658平方マイル (1,704.2 km2)であり、このうち陸地649平方マイル (1,680.9 km2)、水域は8平方マイル (20.7 km2)で水域率は1.26%である。
郡内にはディープ川やホー川が流れている。

### 郡区
ギルフォード郡は18の郡区に分割されている。ブルース、センターグローブ、クレイ、ディープリバー、フェントレス、フレンドシップ、ジルマー、グリーン、ハイポイント、ジェイムズタウン、ジェファーソン、マディソン、モンロー、モアヘッド、オークリッジ、ロッククリーク、サムナー、ワシントンの各郡区である。

### 主要高規格道路
| | | |
| - 州間高速道路40号線 - 州間高速道路40号線産業道路 - 州間高速道路73号線 - 州間高速道路74号線（計画中） - 州間高速道路85号線 - 州間高速道路85号線産業道路 - 州間高速道路840号線 | - アメリカ国道29号線 - アメリカ国道70号線 - アメリカ国道158号線 - アメリカ国道220号線 - アメリカ国道311号線 - アメリカ国道421号線 | - ノースカロライナ州道6号線 - ノースカロライナ州道22号線 - ノースカロライナ州道61号線 - ノースカロライナ州道62号線 - ノースカロライナ州道65号線 - ノースカロライナ州道68号線 - ノースカロライナ州道100号線 - ノースカロライナ州道150号線 |

### 隣接する郡
- ロッキンガム郡 - 北
- アラマンス郡 - 東
- ランドルフ郡 - 南
- デイビッドソン郡 - 南西
- フォーサイス郡 - 西

### 国立保護地域
- ギルフォード郡庁舎国立軍事公園

## 人口動態
以下は2000年国勢調査による人口統計データである。
| 基礎データ - 人口: 421,048人 - 世帯数: 168,667 世帯 - 家族数: 109,802 家族 - 人口密度: 250人/km2（648人/mi2） - 住居数: 180,391軒 - 住居密度: 107軒/km2（278軒/mi2） 人種別人口構成 - 白人: 64.53% - アフリカン・アメリカン: 29.27% - ネイティブ・アメリカン: 0.46% - アジア人: 2.44% - 太平洋諸島系: 0.03% - その他の人種: 1.81% - 混血: 1.45% - ヒスパニック・ラテン系: 3.80% | 年齢別人口構成 - 18歳未満: 23.7% - 18-24歳: 11.0% - 25-44歳: 31.4% - 45-64歳: 22.1% - 65歳以上: 11.8% - 年齢の中央値: 35歳 - 性比（女性100人あたり男性の人口） - 総人口: 92.0 - 18歳以上: 88.6 世帯と家族（対世帯数） - 18歳未満の子供がいる: 30.4% - 結婚・同居している夫婦: 48.0% - 未婚・離婚・死別女性が世帯主: 13.4% - 非家族世帯: 34.9% - 単身世帯: 27.9% - 65歳以上の老人1人暮らし: 8.3% - 平均構成人数 - 世帯: 2.41人 - 家族: 2.96人 | 収入と家計 - 収入の中央値 - 世帯: 42,618米ドル - 家族: 52,638米ドル - 性別 - 男性: 35,940米ドル - 女性: 27,092米ドル - 人口1人あたり収入: 23,340米ドル - 貧困線以下 - 対人口: 10.6% - 対家族数: 7.6% - 18歳未満: 13.8% - 65歳以上: 9.9% |

## 都市と町
| - グリーンズボロ - 郡庁所在地 - ハイポイント - 郡庁所在地 - ブラウンズサミット - ギブソンビル - ジェイムズタウン - オークリッジ | - プレザントガーデン - セダリア - ストークスデール - サマーフィールド - ウィットセット |

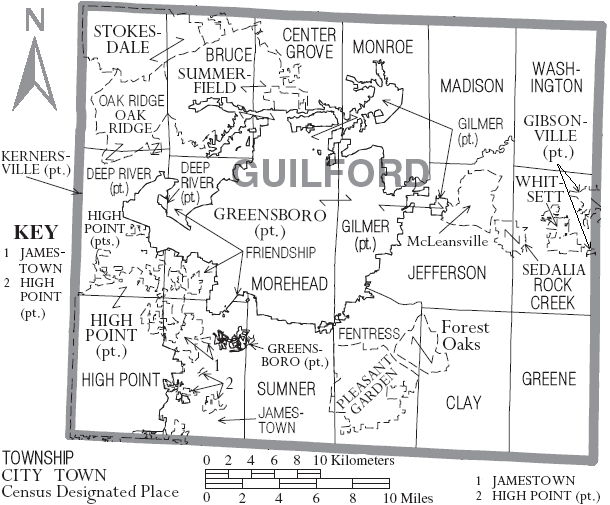
ギルフォード郡の自治体と郡区

カーナーズビル、バーリントン、アーチデールの一部が郡内に入っている。

### 国勢調査指定地域
- フォレストオークス
- マクリーンズビル

## 著名な出身者
- オー・ヘンリー、短編小説家、著名な作品に『赤い酋長の身代金』がある
- エドワード・R・マロー、ラジオとテレビのジャーナリスト、1930年代から1960年代にCBSニュースに登場。第二次世界大戦のとき、バトル・オブ・ブリテンの様子をロンドンで放送し、同盟国への同情心を高める役割を果たした。1950年代にはウィスコンシン州選出アメリカ合衆国上院議員ジョセフ・マッカーシーの失脚に貢献し、合衆国政府内の共産党スパイに対する「魔女狩り」をやめさせた。テレビ・ジャーナリズムを創設した一人と見なされることが多い
- リーヴァイ・コッフィン、奴隷制度廃止運動家、「地下鉄道の大統領」ともあだ名され、南北戦争前に逃亡奴隷を北部に逃がして自由を獲得させた